# Ischnocnema juipoca
Espèce
Synonymes
- Eleutherodactylus juipoca Sazima & Cardoso, 1978

Statut de conservation UICN

 LC  : Préoccupation mineure
Ischnocnema juipoca est une espèce d'amphibiens de la famille des Brachycephalidae.

## Répartition
Cette espèce est endémique du Brésil. Elle se rencontre dans les États de São Paulo et du Minas Gerais.

## Publication originale
- Sazima & Cardoso, 1978 : Uma especie nova de Eleutherodactylus do sudeste brasileiro (Amphibia, Anura, Leptodactylidae). Revista Brasileira de Biologia, vol. 38, no 4, p. 921-925.